# Cara a cara (telenovela 1979)
Cara a cara (t.l. Faccia a faccia) è una telenovela brasiliana in 220 puntate andata in onda su Rede Bandeirantes dal 16 aprile al 30 dicembre 1979.

## Trama
La telenovela prende le sue mosse dal ritorno in Brasile della ricca Ingrid Von Schubert in cerca di suo figlio. La donna aveva partorito un bambino durante la sua detenzione in un campo di concentramento nazista, ma le fu portato via. Una volta liberata, la donna non rivela a nessuno il suo segreto per evitare di rimanere vittima di imbroglioni. Durante la sua permanenza in Brasile, Ingrid entra in contatto con vari personaggi e rimane coinvolta nelle loro storie di vita. Una di queste è Regina, giovane donna che cerca di salvare la propria famiglia dalla decadenza sposando l'agricoltore Tonho. Questi si rivelerà essere il figlio che Ingrid cercava.

## Produzione
Scritta da Vicente Sesso, la telenovela rappresentò un mezzo per acquisire più spettatori da parte di Rede Bandeirantes, approfittando delle difficoltà economiche e di pubblico da parte di TV Tupi, che per anni era stata la grande rivale di Rede Globo sul fronte delle telenovele. Per riuscire nell'intento, Rede Bandeirantes cercò di riunire un cast di prima grandezza, come era d'abitudine fare per le altre due catene televisive. Tra gli interpreti, la rete invitò come attrice protagonista Fernanda Montenegro, che mancava dalla tv da 10 anni (aveva interpretato Julia Camargo nel 1969 nella prima telenovela di Vicente Sesso, Sangue do meu sangue). Il ruolo da protagonista maschile fu invece affidato a David Cardoso, considerato il re della cosiddetta "pornochanchada", un genere molto in voga nel Brasile degli anni '70 caratterizzato da erotismo e commedia leggera (chanchada), molto simile alla commedia sexy all'italiana dello stesso periodo. Mentre Débora Duarte, l'interprete di Regina, aveva appena chiuso una disputa con i dirigenti di Tv Tupi a causa di disaccordi riguardo alla telenovela che aveva interpretato per 10 episodi, O direito de nascer, in cui fu sostituita da Beth Goulart nel ruolo di Isabel Cristina.
La telenovela fece il suo debutto il 16 aprile 1979 alle ore 20, ma fu ben presto spostata un'ora indietro a causa della forte concorrenza rappresentata da Rede Globo, che in quel periodo trasmetteva un'altra telenovela di successo, Pai Herói.

## Trasmissione italiana
In Italia, è andata in onda a partire dal 5 settembre 1983 su Italia 1, che ne ha trasmesso solo 111 episodi; è approdata poi su Rete A il 2 aprile 1984, dove vennero trasmesse le puntate ancora inedite con il titolo Cara a Cara - seconda serie. L'anno successivo fu replicata da varie emittenti locali.

## Sigla e colonne sonore
La sigla di apertura della telenovela, Cara a cara, fu affidata ad Antônio Marcos allora fidanzato di Débora Duarte, una delle attrici principali del cast.
Come spesso accadeva in quegli anni, anche per questa telenovela furono pubblicate due colonne sonore: una versione "nacional" (con, tra le altre, Cara a cara di Antônio Marcos, Folhetim di Gal Costa, Eu, a viola e Deus di Rolando Boldrin, Revelação di Fagner e Acenda o farol di Tim Maia) e una versione "internacional" (che comprendeva Third Melody di Stephen Schlaks, Wheels of Life di Gino Vannelli, Who's Lovin' You di Dobie Gray e Gli amori finiti di Ornella Vanoni, che era il "tema di Ingrid e Fran"). 
Nel 1983, quando la telenovela arrivò in Italia, come sigla si optò per un brano di Nino Buonocore, Notte chiara che fu inserita anche in una colonna sonora dello sceneggiato pubblicata dalla RCA Italiana con la seguente tracklist:
1. Nino Buonocore – Notte chiara 3'57"
2. Saro – Non sei più bambina 3'24"
3. GND – So Long Goodbye 3'41"
4. Amii Stewart – Once Again 3'42"
5. Fat Cheeks – Alright Tonight 3'19"
6. Claudio Baglioni – Poster 5'00"
7. Martin Mixo – Staff's Stuff 3'12"
8. Del Newman – Moments 3'16"
9. GND – Hang Over 4'46"
10. Saro – Non ti basta 3'57"
11. Nino Buonocore – Poche emozioni, poco amore... 2'56"
12. Claudio Baglioni – Chissà se mi pensi 3'54"
13. Bobby Game – Baby Big Man 3'55"
14. Gianni Marchetti – Maria Magdalena 3'11"
15. Shaba – Sambamanao 3'58"
16. Del Newman – Love Song 3'13"

Quando la seconda parte della telenovela fu trasmessa da Rete A fu usata una diversa canzone per i titoli di testa, Piano piano dei Popcorn, mentre per le successive repliche sulle tv locali venne ripristinata la sigla originale brasiliana di Antônio Marcos. 